# 山辺安摩呂
山辺 安摩呂（やまへ の やすまろ）は、飛鳥時代の人物。姓は君。672年の壬申の乱で大海人皇子（天武天皇）側につき、都を脱出した大津皇子に同行した。

## 出自
山辺氏（山部君）は大和国山辺郡の豪族。垂仁天皇の子である鐸石別命（大中津日子命）の後裔で和気氏（和気朝臣）の一族とする。

## 経歴
壬申の乱の勃発時、安摩呂は近江大津宮がある大津にいたとされる。大海人皇子が挙兵を決めたとき、その子高市皇子と大津皇子は敵の本拠である大津を脱し、二手に分かれて父のあとを追った。このうち大津皇子の一行は25日深夜に伊勢国の鈴鹿関に到達し、翌朝朝明郡の迹太川の辺で合流を果たした。山辺安摩呂はこの一行の中にいた。ともに朝明郡に辿り着いたのは、大分恵尺、難波三綱、駒田忍人、小墾田猪手、埿部眡枳、大分稚臣、根金身、漆部友背であった。この後の内戦で山辺安摩呂が果たした活動については記録がない。